# ヘンリエッタ・ウォード
ヘンリエッタ・ウォード（Henrietta Mary Ada Ward、1832年6月1日 - 1924年7月12日）はイギリスの画家である。歴史画や風俗画を描いた。

## 略歴
ロンドンで生まれた。芸術家の家系で、父方の祖父は動物画家のジェームズ・ウォードで、祖父の妹は画家のジョージ・モーランドと結婚し、父の妹も画家のジョン・ジャクソンと結婚している。父のジョージ・ラファエル・ウォードも版画家として知られ、母親もミニアチュールの画家であった。エドウィン・ランドシーアやチャールズ・ロバート・レスリー、ジョン・ジェームズ・シャロン、アルフレッド・エドワード・シャロンといった父親の知り合いの画家たちの中で育った。
11歳になった、1843年に当時27歳の歴史画家、エドワード・マシュー・ウォード（同姓であるが、血縁関係にはない）と知り合い恋愛関係になり、1848年5月に新郎の友人、推理小説作家のウィルキー・コリンズの助けを借りて密かに結婚した。1852年のコリンズの小説『バジル』(Basil)のプロットはこの結婚をベースにしているともされる。またヘンリエッタはコリンズの『白衣の女』(The Woman in White)のアイデアは自分が出したものだと主張している。
8人の子供が生まれたが家事のかたわら、絵画の修行・制作を続け、風俗画や歴史画を描いた。歴史的な人物を描いた作品や子供をモデルに描いた作品で知られる。
1879年に夫が亡くなった後、生活の助けとするために若い女性のための美術学校を始めた。王室で教師として働いたことがあったため年金も受け取った。1893年のシカゴ万国博覧会にも出展した。1911年に自伝 「ウォード夫人の追想」"Mrs. E. M. Ward’s Reminiscences"を出版し、亡くなった年にも「90年の回顧」("Memories of Ninety Years")を出版した。
息子のレスリー・ウォードは雑誌『バニティ・フェア』に"Spy"の筆名でカリカチュアを描いたイラストレータになった"。

## 作品

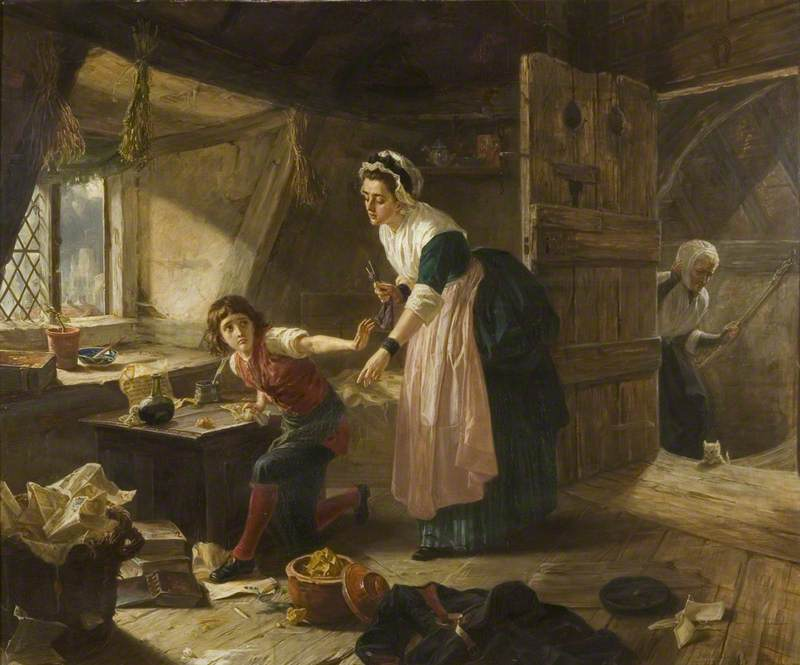
Chatterton (or, the Secret Message)  (1873)
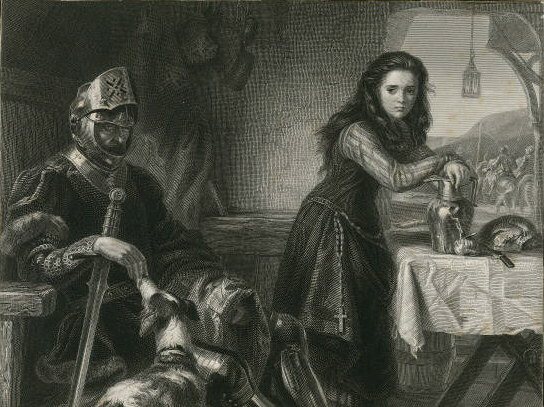
the situation in Henry VI, Part 1 (1871)
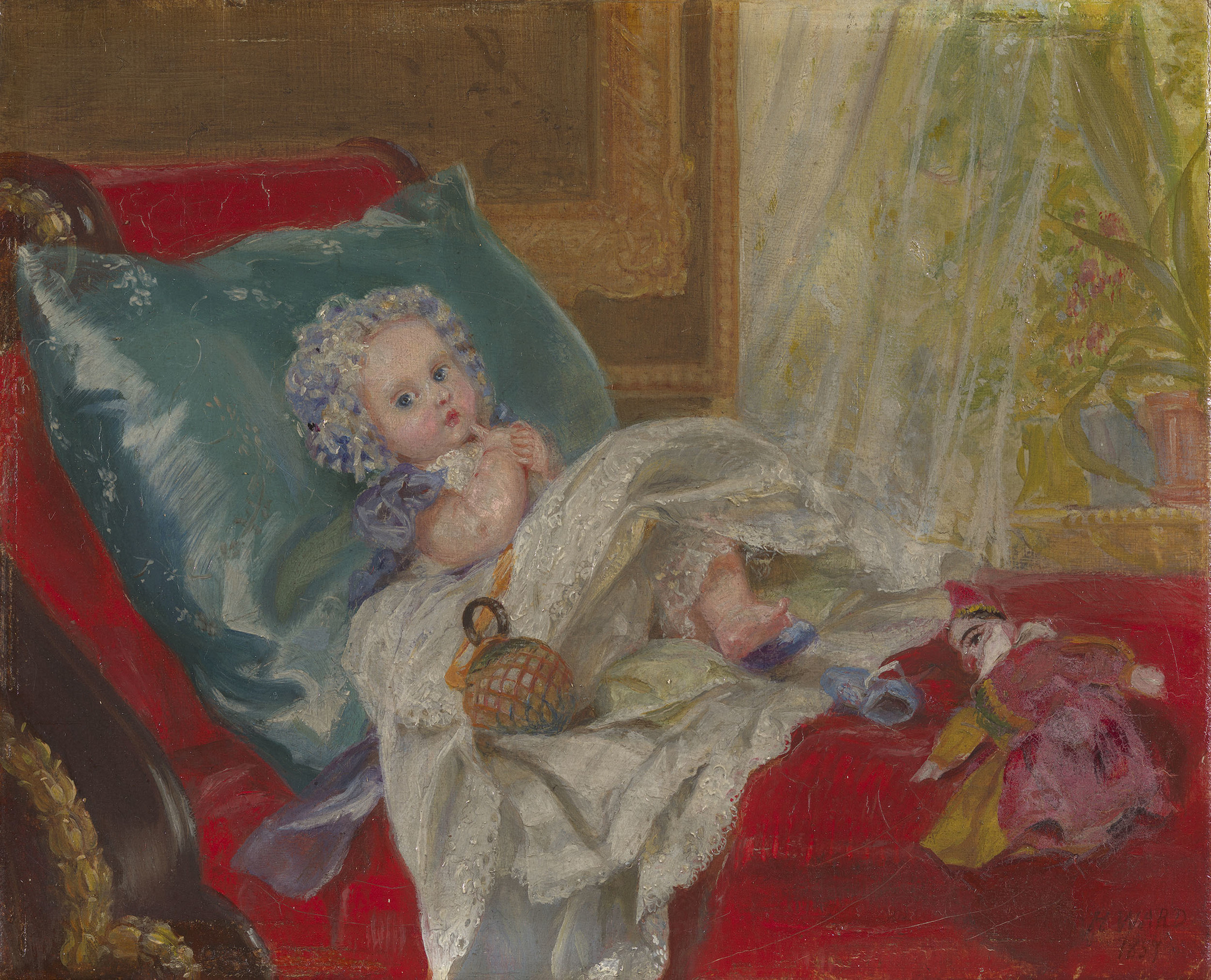
Princess Beatrice, later Princess Henry of Battenberg (1857-1944) when a Child

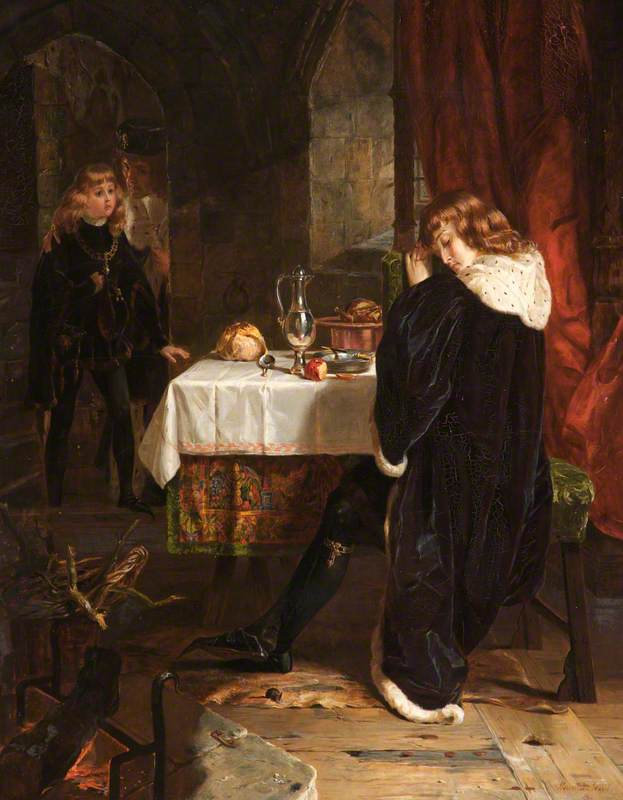
"The Princes in the Tower" (1861)
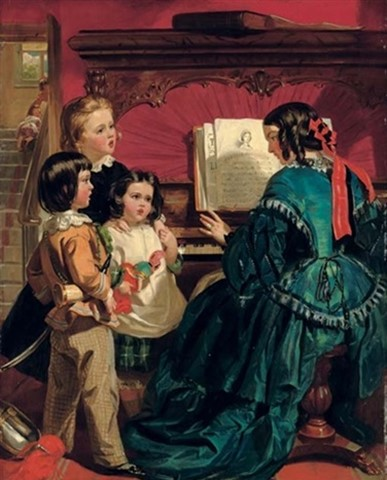
"God Save the Queen" (1857)